# Dionysiuskirche (Wulsdorf)

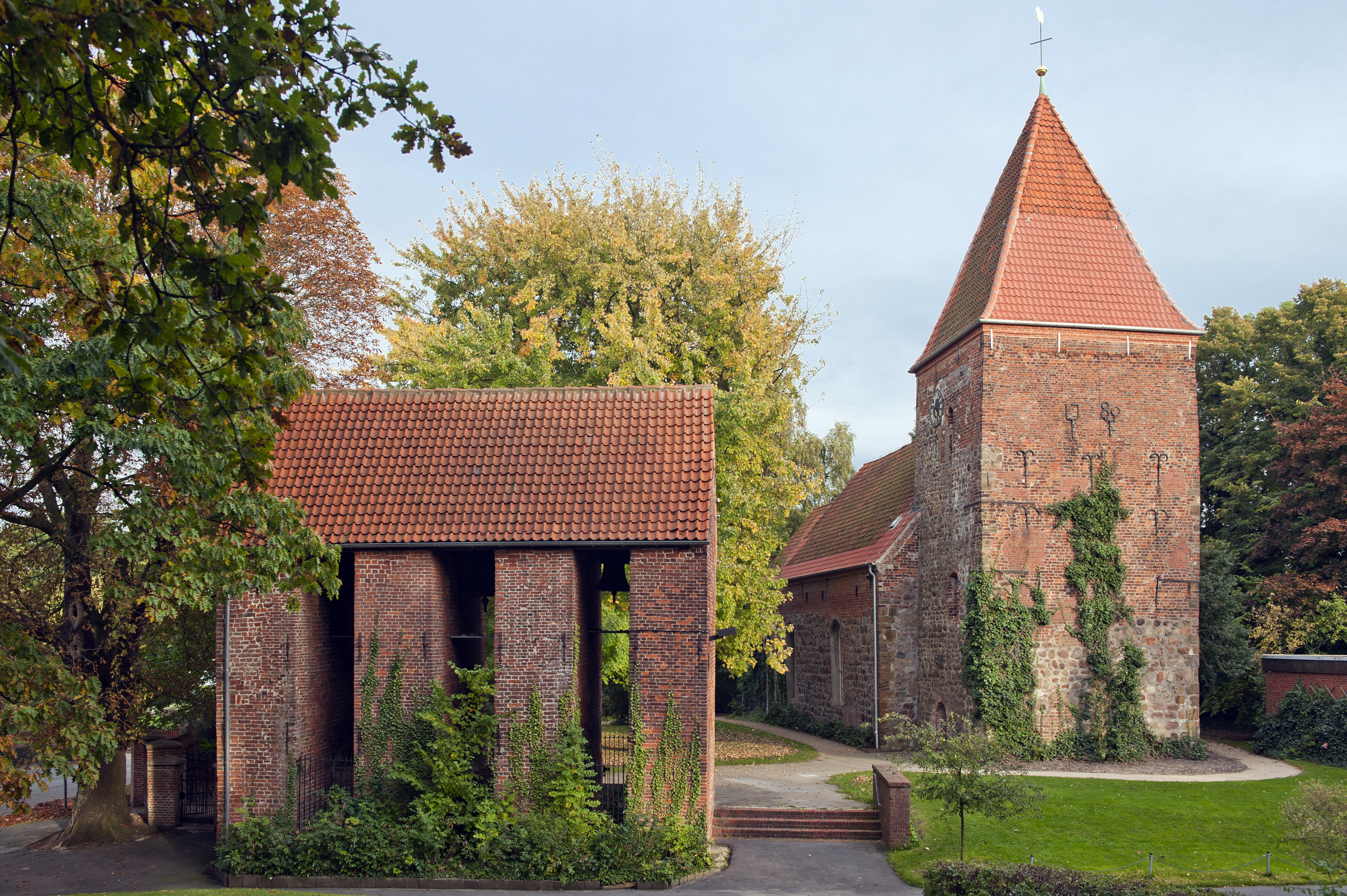
Westturm und Glockenturm der St. Dionysiuskirche

Die Dionysiuskirche am Jedutenberg in Bremerhaven-Wulsdorf gehört zur evangelisch-lutherischen Dionysiusgemeinde Wulsdorf.
Die Dionysiuskirche steht seit 1978 unter Denkmalschutz.

## Geschichte

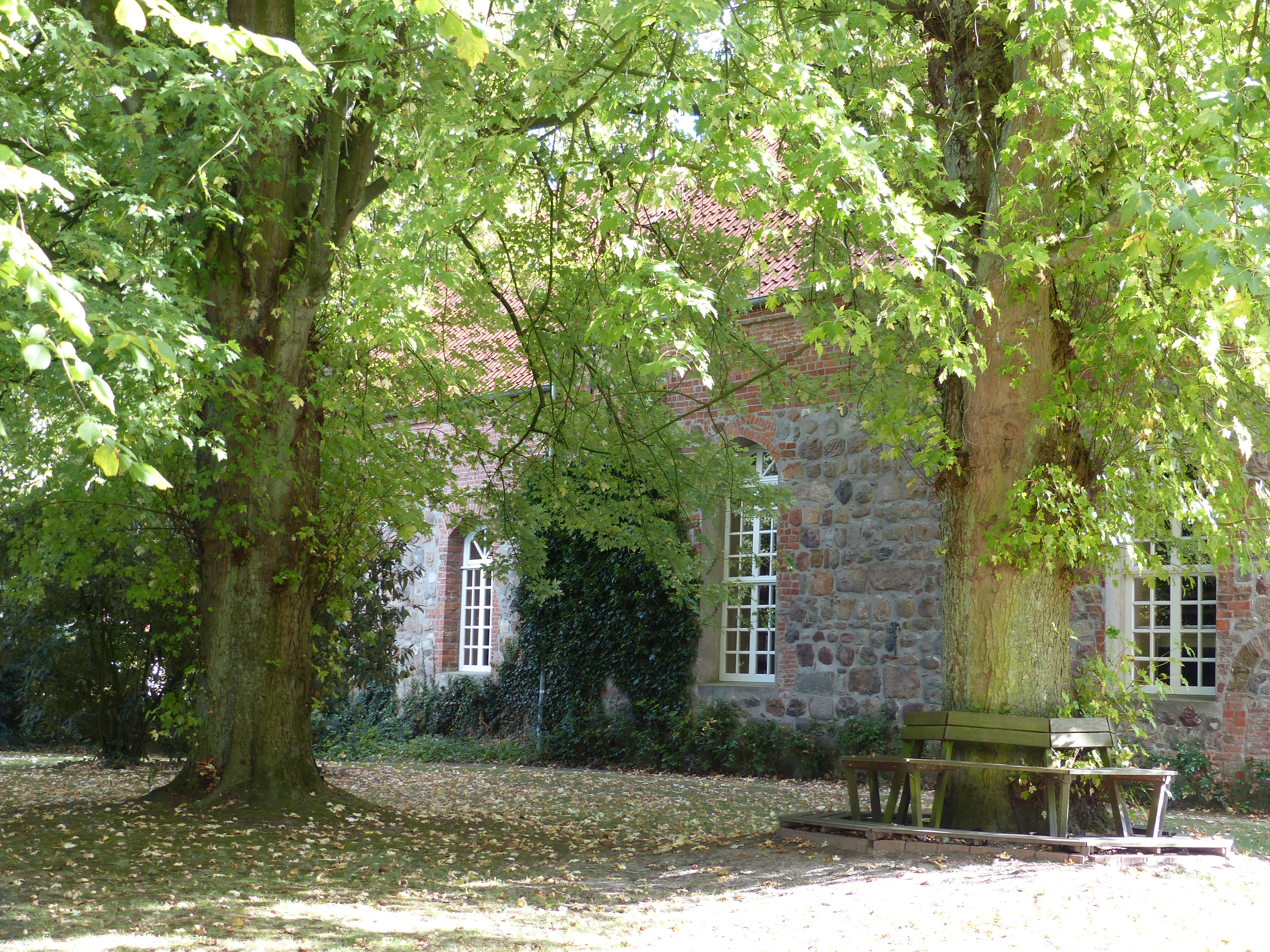
Nordseite von Schiff und Chor

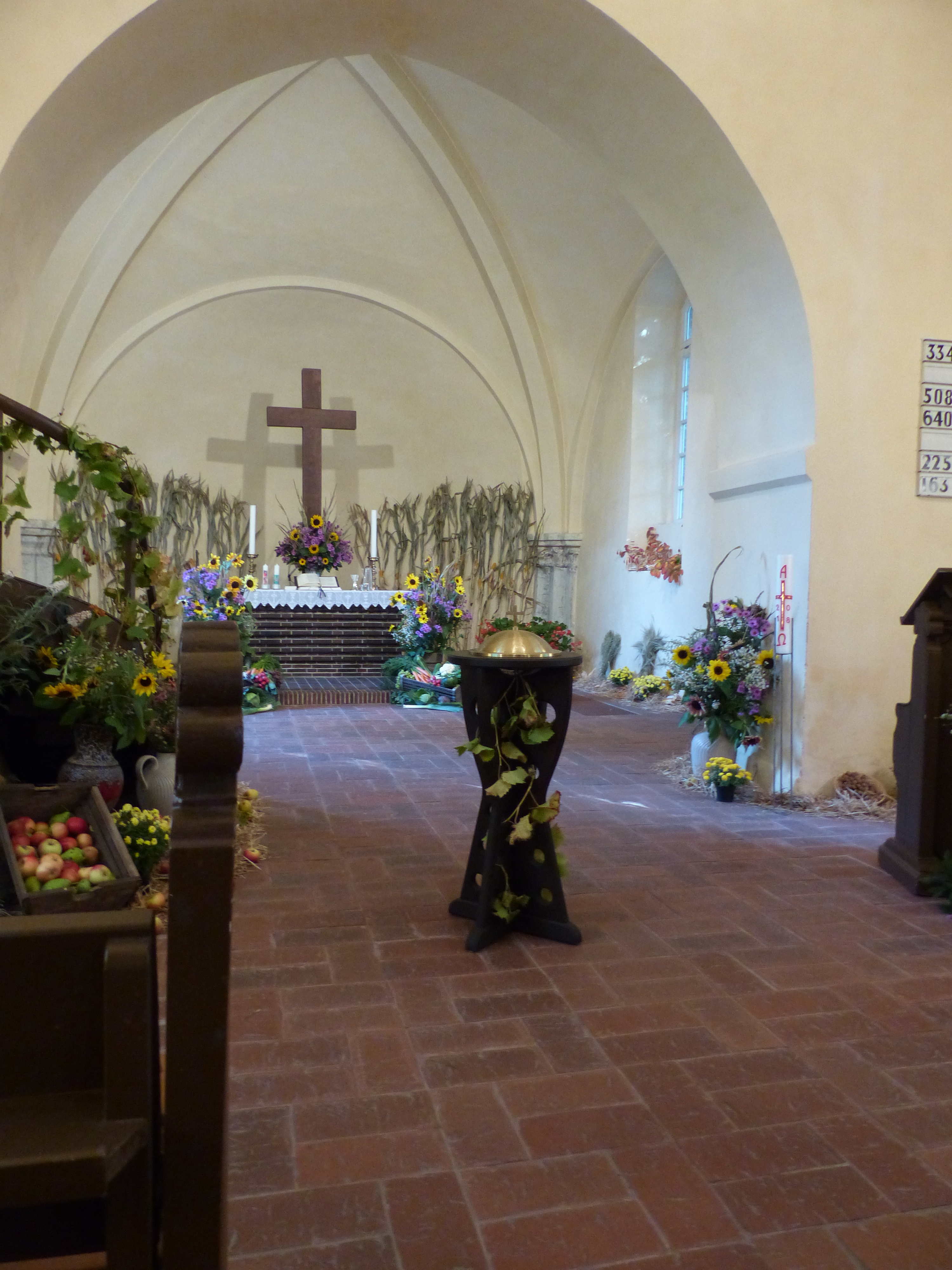
Blick in den Chor

Bis heute sind im alten Dorfkern Wulsdorfs kleine Reste der bäuerlichen Siedlung des Vielandes erhalten, die zur Grafschaft Stotel gehörte, die 1373 Teil des Erzstiftes Bremen wurde. 1648 kam das Gebiet unter schwedische Hoheit als Teil des Herzogtums Bremen und 1719 zum Kurfürstentum Braunschweig-Lüneburg, das ab 1866 die preußische Provinz Hannover war. 1920 wurde Wulsdorf Teil von Geestemünde und ist heute ein Stadtteil von Bremerhaven.
Die Existenz einer Kirche wird erstmals 1313 urkundlich erwähnt; 1463 wurde namentlich die dem Dionysius von Paris gewidmete Dionysiuskirche in Wulsdorf in einer Urkunde des Vielandes genannt. Archäologisch sind zwei Holzkirchen als Vorgängerbauten nachgewiesen, von denen die ältere in das Ende des 9. oder Anfang des 10. Jahrhunderts datiert wurde.

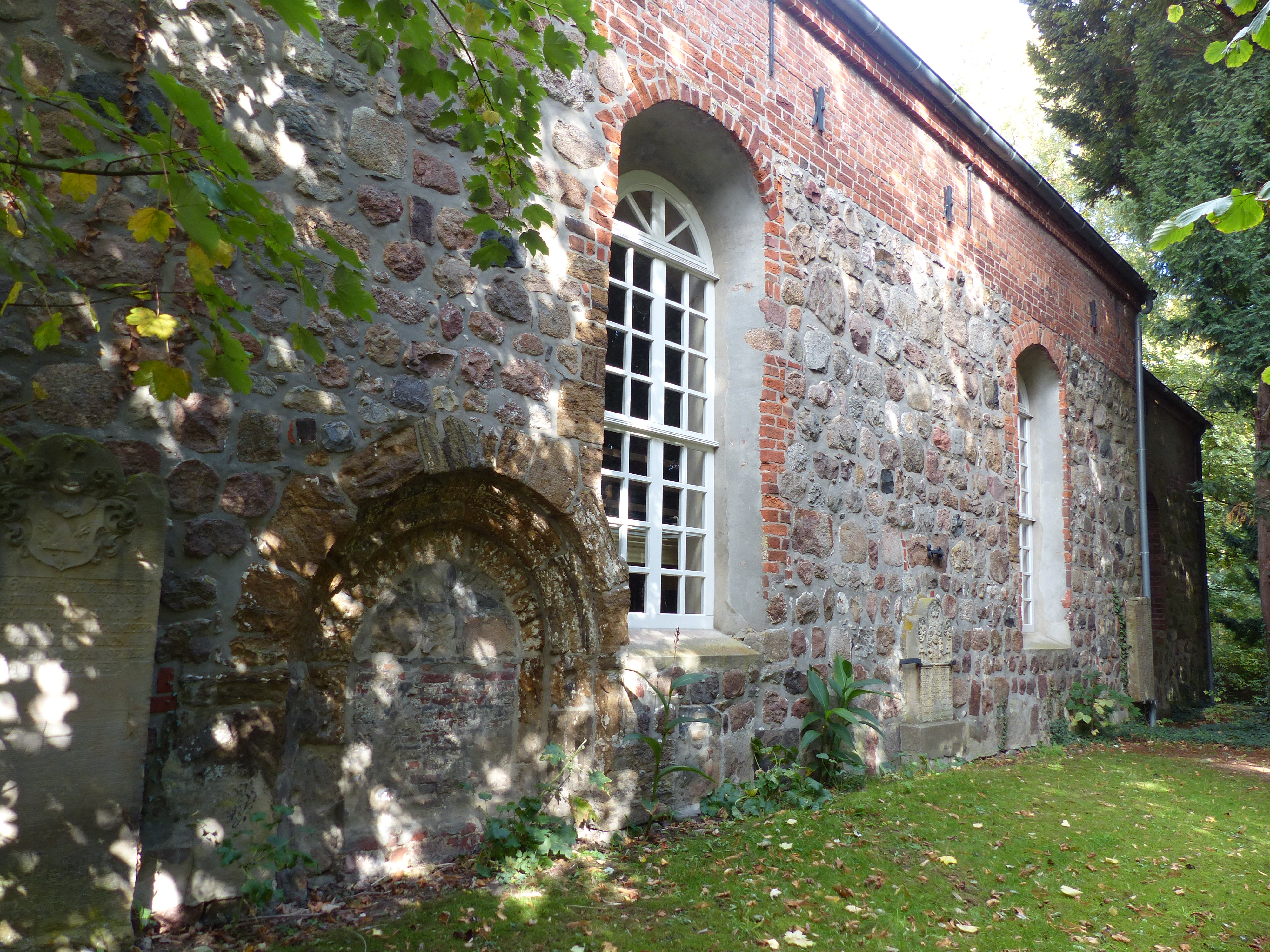
Südseite des Schiffs

Die romanische Kirche wurde wohl im 12. Jahrhundert aus Feldstein errichtet und war lange Zeit eine Wehrkirche. Sie hat einen Westturm und einen freistehenden Glockenturm. Der Kirchhof war mit einer hohen und starken Mauer eingefasst, damit die Einwohner mit sich samt Vieh und anderer beweglicher Habe bei kriegerischen Überfällen schützen konnten. Auch bei Sturmfluten konnten sie hier Schutz suchen.
Der rechteckige Chor hatte wohl von Anfang an ein Gewölbe, von dem ein Eckpfeilerkapitell erhalten ist. Das heute vermauerte Südportal ist ein Stufenportal aus Sandstein. Am heute ebenfalls vermauerten Nordportal wurde schon in der ersten Bauphase auch Backstein im Klosterformat verwandt, was auf eine Bauzeit im letzten Viertel des Jahrhunderts schließen lässt. Möglicherweise schon im 13. Jahrhundert wurde das Kirchenschiff mit Backstein erhöht und eingewölbt, das Chorgewölbe erneuert, sowie mindestens ein Fenster spitzbogig, also in gotischem Stil, vergrößert. Weitere, offensichtlich etwas jüngere Fenstervergrößerungen, wurden ebenfalls in Backsteinen im mittelalterlichen Klosterformat durchgeführt, sind aber stilistisch nicht so typisch.
Wohl im 15. Jahrhundert wurde südwestlich neben der Kirche ein freistehender Parallelmauerturm für die Glocken errichtet, ebenfalls aus Backstein im Klosterformat. Er besteht aus vier gemauerten Quadern. In ihm hängen die Hohe Glocke und die Mittlere oder Große Glocke, beide aus dem 13. Jahrhundert. Aus dem Jahr 1421 stammt die Sturmglocke. Die Hohe Glocke ist die älteste Glocke in Bremerhaven und dem früheren Landkreis Wesermünde. An der nördlichen Außenwand des Glockenturms befindet sich eine Gedenktafel der Freiwilligen Bürgerfeuerwehr Wulsdorf für die im I. Weltkrieg verstorbenen Kameraden.

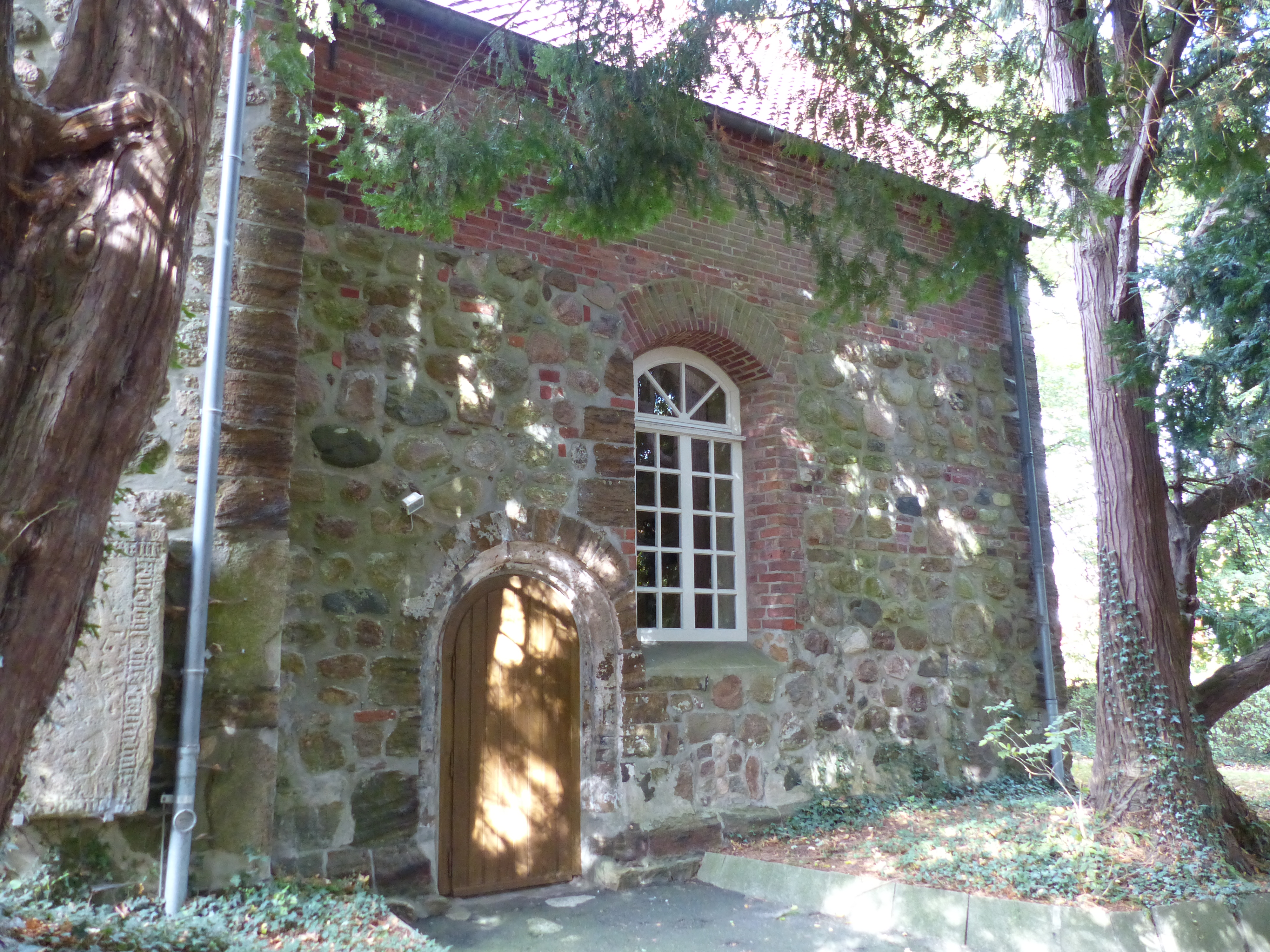
Südseite des Chors

Später, nun mit neuzeitlich kleinem Backstein, wurden die Außenmauern des Schiffs um einen weiteren halben Meter erhöht sowie Glockenturm und Westturm ausgebessert. Eisenanker an der Westwand des Westturms zeigen in stilisierter Abwandlung die Jahreszahl 1780.
Im Zweiten Weltkrieg wurde der Chor von einer Bombe getroffen und schwer beschädigt. Erfolgte 1949 die Wiederherstellung nach Plänen von Gustav Sieben, mit getreuer Rekonstruktion des Nordfensters, aber ohne Ostfenster.
Archäologische Grabungen von 2002/03 lieferten neue Erkenntnisse zu den Vorgängerbauten und der ehemaligen Kirchenausstattung, z. B. den Glasfenstern. Dabei wurde auch der Wulsdorfer Silberschatz entdeckt.

### Brand 2024
In der Nacht vom 15. zum 16. Oktober 2024 kam es zu einem Brand in der Kirche, bei der der Kirchturm schwer beschädigt wurde. Das Kirchenschiff konnte vor dem Feuer geschützt werden, allerdings sind Wasserschäden zu befürchten.

## Kirchengemeinde
Die Gemeinden der Dionysiuskirche und die der Martin-Luther-Kirche von 1957 haben sich 2018 zur Kirchengemeinde Wulsdorf fusioniert. 2024 soll die Martin-Lutherkirche an der Blumenthaler Straße verkauft werden. In verschiedenen Gruppen und Kreisen (u. a. Jugend, Senioren, Frauen, Maxiclub, Tanzen, Bühne, Selbsthilfe) findet auch die Gemeindearbeit statt.
Der Alt-Wulsdorfer Friedhof von 1865, verwaltet vom Ev.-luth. Friedhofsamt Geestemünde, liegt an der nahen Kreuzackerstraße und Straße Hackfahrel.
Die Kindertagesstätte „Mikado“ am Jedutenberg gehört zur Dionysiusgemeinde.
Der benachbarte Jedutenberg bildet mit dem Kirchengelände ein Ensemble.